# Cerro Nutibara
Cerro Nutibara är en kulle i Colombia.   Den ligger i departementet Antioquía, i den nordvästra delen av landet, 240 km nordväst om huvudstaden Bogotá. Toppen på Cerro Nutibara är 1 551 meter över havet, eller 66 meter över den omgivande terrängen. Bredden vid basen är 0,65 km.
Terrängen runt Cerro Nutibara är varierad. Runt Cerro Nutibara är det mycket tätbefolkat, med 1 886 invånare per kvadratkilometer. Närmaste större samhälle är Medellín, 2,5 km nordost om Cerro Nutibara. Runt Cerro Nutibara är det i huvudsak tätbebyggt.